# Rolaspis euryopis
Rolaspis euryopis är en insektsart som beskrevs av Williams 1955. Rolaspis euryopis ingår i släktet Rolaspis och familjen pansarsköldlöss. Inga underarter finns listade i Catalogue of Life.